# Championnat d'Andorre de football 2009-2010
Navigation
Saison précédente Saison suivante

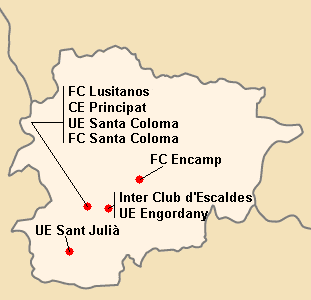
Localisation des clubs engagés dans le championnat.

La saison 2009-2010 de Primera Divisió est la quinzième édition du championnat andorran de football de première division. Lors de celle-ci, l'UE Sant Julià tente de conserver son titre de champion face aux sept meilleurs clubs andorrans lors d'une série de matchs se déroulant sur toute l'année. Les huit clubs participant à la première phase de championnat sont confrontés à deux reprises aux sept autres en matchs aller-retour. Puis les quatre premiers s'affrontent dans une phase de play-off pour se disputer la victoire finale, et, les quatre derniers pour éviter la relégation.
À partir de cette saison, trois places du championnat sont qualificatives pour les compétitions européennes, la quatrième place revenant au vainqueur de la Coupe de la Constitution 2009-2010.

## Qualifications en coupe d'Europe
À l'issue de la saison, le champion se qualifie pour le premier tour qualificatif de la Ligue des champions 2010-2011.
Alors que le vainqueur de la Coupe de la Constitution prendra la première des trois places en Ligue Europa 2010-2011, les deux autres places reviendront au deuxième et au troisième du championnat. Il est à noter que ces deux dernières places ne qualifie que pour le premier tour de qualification, et non pour le deuxième comme la précédente. Aussi si le vainqueur de la coupe fait partie des trois premiers, les places sont décalées et la dernière place revient au finaliste de la coupe. Si ce dernier club fait lui-même partie des trois premiers, la dernière place revient au quatrième du championnat.

## Les huit clubs participants
| Club                  | Ville               |
| --------------------- | ------------------- |
| FC Lusitanos          | Andorre-la-Vieille  |
| CE Principat          | Andorre-la-Vieille  |
| UE Santa Coloma       | Andorre-la-Vieille  |
| FC Encamp             | Encamp              |
| FC Santa Coloma       | Andorre-la-Vieille  |
| Inter Club d'Escaldes | Escaldes-Engordany  |
| UE Engordany          | Escaldes-Engordany  |
| UE Sant Julià         | Sant Julià de Lòria |

En raison du peu de stades se trouvant sur le territoire d'Andorre, les matchs sont joués exclusivement à l'Estadi Nacional d'Aixovall d'une capacité de 1 500 places.

## Compétition

### Phase 1

#### Classement
Le classement est établi sur le barème de points classique (victoire à 3 points, match nul à 1, défaite à 0).
Pour départager les égalités, on tient d'abord compte de la différence de buts générale, puis du nombre de buts marqués, puis des confrontations directes et enfin si la qualification ou la relégation est en jeu, les deux équipes jouent une rencontre d'appui sur terrain neutre.
| Rang | Équipe                | Pts | J  | G  | N | P  | Bp | Bc | Diff |  | Résultats (▼ dom., ► ext.) | FCSC | UESJ | UESC | Lus | Pri | Enc | Esc | Eng |
| ---- | --------------------- | --- | -- | -- | - | -- | -- | -- | ---- |  | -------------------------- | ---- | ---- | ---- | --- | --- | --- | --- | --- |
| 1    | FC Santa Coloma       | 36  | 14 | 11 | 3 | 0  | 38 | 10 | +28  |  | FC Santa Coloma            |      | 0-0  | 2-2  | 2-1 | 6-1 | 3-0 | 4-0 | 5-1 |
| 2    | UE Sant Julià T       | 32  | 14 | 10 | 2 | 2  | 59 | 12 | +47  |  | UE Sant Julià T            | 1-2  |      | 3-1  | 0-0 | 6-0 | 6-2 | 4-0 | 4-0 |
| 3    | UE Santa Coloma       | 32  | 14 | 10 | 2 | 2  | 41 | 20 | +21  |  | UE Santa Coloma            | 2-2  | 3-2  |      | 0-2 | 5-3 | 5-0 | 1-0 | 5-0 |
| 4    | FC Lusitanos          | 23  | 14 | 7  | 2 | 5  | 30 | 17 | +13  |  | FC Lusitanos               | 1-3  | 2-3  | 1-2  |     | 0-2 | 5-1 | 5-2 | 4-0 |
| 5    | CE Principat          | 21  | 14 | 7  | 0 | 7  | 27 | 33 | -6   |  | CE Principat               | 0-1  | 1-3  | 1-4  | 0-2 |     | 4-0 | 3-0 | 2-0 |
| 6    | FC Encamp P           | 10  | 14 | 3  | 1 | 10 | 19 | 50 | -31  |  | FC Encamp P                | 0-2  | 1-10 | 2-5  | 0-3 | 2-4 |     | 2-0 | 1-1 |
| 7    | Inter Club d'Escaldes | 4   | 14 | 1  | 1 | 12 | 10 | 41 | -31  |  | Inter Club d'Escaldes      | 0-4  | 0-7  | 1-2  | 1-1 | 1-2 | 2-3 |     | 1-0 |
| 8    | UE Engordany          | 4   | 14 | 1  | 1 | 12 | 11 | 52 | -41  |  | UE Engordany               | 1-4  | 0-10 | 1-4  | 1-3 | 3-4 | 0-5 | 3-2 |     |

Légende
- Qualifié pour le tour des champions
- Qualifié pour le tour de relégation

T : Tenant du titre 2008-2009
P : Promu en 2008-2009
C : Vainqueur de la Coupe de la Constitution

### Phase 2
Les classements sont établis sur le barème de points classique (victoire à 3 points, match nul à 1, défaite à 0).
Pour départager les égalités, on tient d'abord compte de la différence de buts générale, puis du nombre de buts marqués, puis des confrontations directes et enfin si la qualification ou la relégation est en jeu, les deux équipes jouent une rencontre d'appui sur terrain neutre.
Tour des champions
| Rang | Équipe            | Pts | J  | G  | N | P  | Bp | Bc | Diff |  | Résultats (▼ dom., ► ext.) | FSC | UESC | UESJ | LUS |
| ---- | ----------------- | --- | -- | -- | - | -- | -- | -- | ---- |  | -------------------------- | --- | ---- | ---- | --- |
| 1    | FC Santa Coloma   | 46  | 20 | 13 | 7 | 0  | 46 | 14 | +32  |  | FC Santa Coloma            |     | 1-1  | 1-1  | 4-1 |
| 2    | UE Santa Coloma   | 43  | 20 | 13 | 4 | 3  | 50 | 26 | +24  |  | UE Santa Coloma            | 1-2 |      | 1-1  | 2-0 |
| 3    | UE Sant Julià T C | 41  | 20 | 12 | 5 | 3  | 69 | 18 | +51  |  | UE Sant Julià T C          | 0-0 | 1-2  |      | 4-0 |
| 4    | FC Lusitanos      | 24  | 20 | 7  | 3 | 10 | 34 | 32 | +2   |  | FC Lusitanos               | 0-0 | 1-2  | 2-3  |     |

Tour de relégation
| Rang | Équipe                | Pts | J  | G | N | P  | Bp | Bc | Diff |  | Résultats (▼ dom., ► ext.) | PRI | ESC | ENC | ENG |
| ---- | --------------------- | --- | -- | - | - | -- | -- | -- | ---- |  | -------------------------- | --- | --- | --- | --- |
| 5    | CE Principat          | 26  | 20 | 8 | 2 | 10 | 42 | 50 | -8   |  | CE Principat               |     | 2-3 | 5-5 | 1-2 |
| 6    | Inter Club d'Escaldes | 19  | 20 | 6 | 1 | 13 | 25 | 49 | -24  |  | Inter Club d'Escaldes      | 2-3 |     | 1-0 | 2-1 |
| 7    | FC Encamp P           | 15  | 20 | 4 | 3 | 13 | 30 | 67 | -37  |  | FC Encamp P                | 3-3 | 1-3 |     | 1-4 |
| 8    | UE Engordany          | 13  | 20 | 4 | 1 | 15 | 22 | 63 | -41  |  | UE Engordany               | 2-1 | 1-4 | 1-2 |     |

### Barrage
À la fin de la saison, l'avant dernier de Primera Divisió affrontera la deuxième meilleure équipe de Segunda Divisió pour tenter de se maintenir.
|        | Club          | Score | Club          |
| Aller  | FC Encamp     | 2-1   | UE Extremenya |
| Retour | UE Extremenya | 1-3   | FC Encamp     |

Le FC Encamp se maintient en Primera Divisió.

## Bilan de la saison
| Tableau d'Honneur        |                 |
| Compétition              | Vainqueur       |
| Primera Divisió          | FC Santa Coloma |
| Coupe de la Constitution | UE Sant Julià   |
| Supercoupe d'Andorre     | UE Sant Julià   |

| Qualifications européennes 2010-2011    |                            |
| Ligue des champions                     | Qualifiés                  |
| 1er tour de qualification des champions | FC Santa Coloma            |
| Ligue Europa                            | Qualifiés                  |
| 2e tour de qualification                | UE Santa Coloma            |
| 1er tour de qualification               | UE Sant Julià FC Lusitanos |

| Promotions et relégations  |                    |
| Relégués en Segona Divisió | UE Engordany       |
| Promus de Segona Divisió   | FC Casa do Benfica |